# Ceramica Panaria-Navigare/Saison 2007
Mannschaft und Erfolge des Team Ceramica Panaria-Navigare in der Saison 2007.

## Erfolge

### Erfolge in der UCI ProTour
Bei den Rennen der UCI ProTour  im Jahr 2007 gelangen dem Team nachstehende Erfolge.
| Datum   | Rennen                  | Sieger              |
| ------- | ----------------------- | ------------------- |
| 18. Mai | 6. Etappe Giro d’Italia | Luis Felipe Laverde |

### Erfolge in der UCI Asia Tour
Bei den Rennen der UCI Asia Tour im Jahr 2007 gelangen dem Team nachstehende Erfolge.
| Datum      | Rennen                     | Sieger              |
| 3. Februar | 2. Etappe Tour de Langkawi | Maximiliano Richeze |

### Erfolge in der UCI Europe Tour
Bei den Rennen der UCI Europe Tour im Jahr 2007 gelangen dem Team nachstehende Erfolge.
| Datum      | Rennen                             | Sieger              |
| ---------- | ---------------------------------- | ------------------- |
| 4. März    | Grand Prix di Lugano               | Luca Mazzanti       |
| 8. April   | Grand Prix de Rennes               | Serhij Matwjejew    |
| 11. April  | 2a. Etappe Circuit Cycliste Sarthe | Paride Grillo       |
| 27. April  | 4. Etappe Giro del Trentino        | Maximiliano Richeze |
| 24. Mai    | 2. Etappe Circuit de Lorraine      | Matteo Priamo       |
| 7. Juni    | 1. Etappe Luxemburg-Rundfahrt      | Maximiliano Richeze |
| 27. Juli   | 2b. Etappe Brixia Tour             | Emanuele Sella      |
| 5. August  | 1. Etappe Portugal-Rundfahrt       | Paride Grillo       |
| 9. August  | Gran Premio Città di Camaiore      | Fortunato Baliani   |
| 12. August | 7. Etappe Portugal-Rundfahrt       | Paride Grillo       |
| 29. August | Gran Premio Nobili Rubinetterie    | Luis Felipe Laverde |

## Mannschaft

### Zugänge – Abgänge
| Zugänge          | Team 2006        | Abgänge         | Team 2007           |
| ---------------- | ---------------- | --------------- | ------------------- |
| Daniele Colli    | Liquigas-Bianchi | Brett Lancaster | Milram              |
| Antonio Bucciero | Ex-Profi         | Aitor Galdós    | Euskaltel-Euskadi   |
| Filippo Savini   | Neoprofi         | Mirko Allegrini | Kio Ene-Tonazzi-DMT |
| Francesco Tomei  | Neoprofi         |                 |                     |

### Kader
| Name                      | Geburtstag        | Nationalität |
| ------------------------- | ----------------- | ------------ |
| Moisés Aldape             | 14. August 1981   | Mexiko       |
| Fortunato Baliani         | 6. Juli 1974      | Italien      |
| Guillermo Rubén Bongiorno | 29. Juli 1978     | Argentinien  |
| Antonio Bucciero          | 19. April 1982    | Italien      |
| Daniele Colli             | 19. April 1982    | Italien      |
| Tiziano Dall’Antonia      | 26. Juli 1983     | Italien      |
| Paride Grillo             | 23. März 1982     | Italien      |
| Luis Felipe Laverde       | 6. Juli 1979      | Kolumbien    |
| Serhij Matwjejew          | 29. Januar 1975   | Ukraine      |
| Luca Mazzanti             | 4. Februar 1974   | Italien      |
| Andrea Pagoto             | 11. Juli 1985     | Italien      |
| Julio Pérez Cuapio        | 30. Juli 1977     | Mexiko       |
| Domenico Pozzovivo        | 30. November 1982 | Italien      |
| Matteo Priamo             | 20. März 1982     | Italien      |
| Maximiliano Richeze       | 7. März 1983      | Argentinien  |
| Miguel Ángel Rubiano      | 3. Oktober 1984   | Kolumbien    |
| Filippo Savini            | 2. Mai 1985       | Italien      |
| Emanuele Sella            | 9. Januar 1981    | Italien      |
| Francesco Tomei           | 19. Mai 1985      | Italien      |